# IBA do Ilhéu da Baleia e da Baía da Ponta da Barca

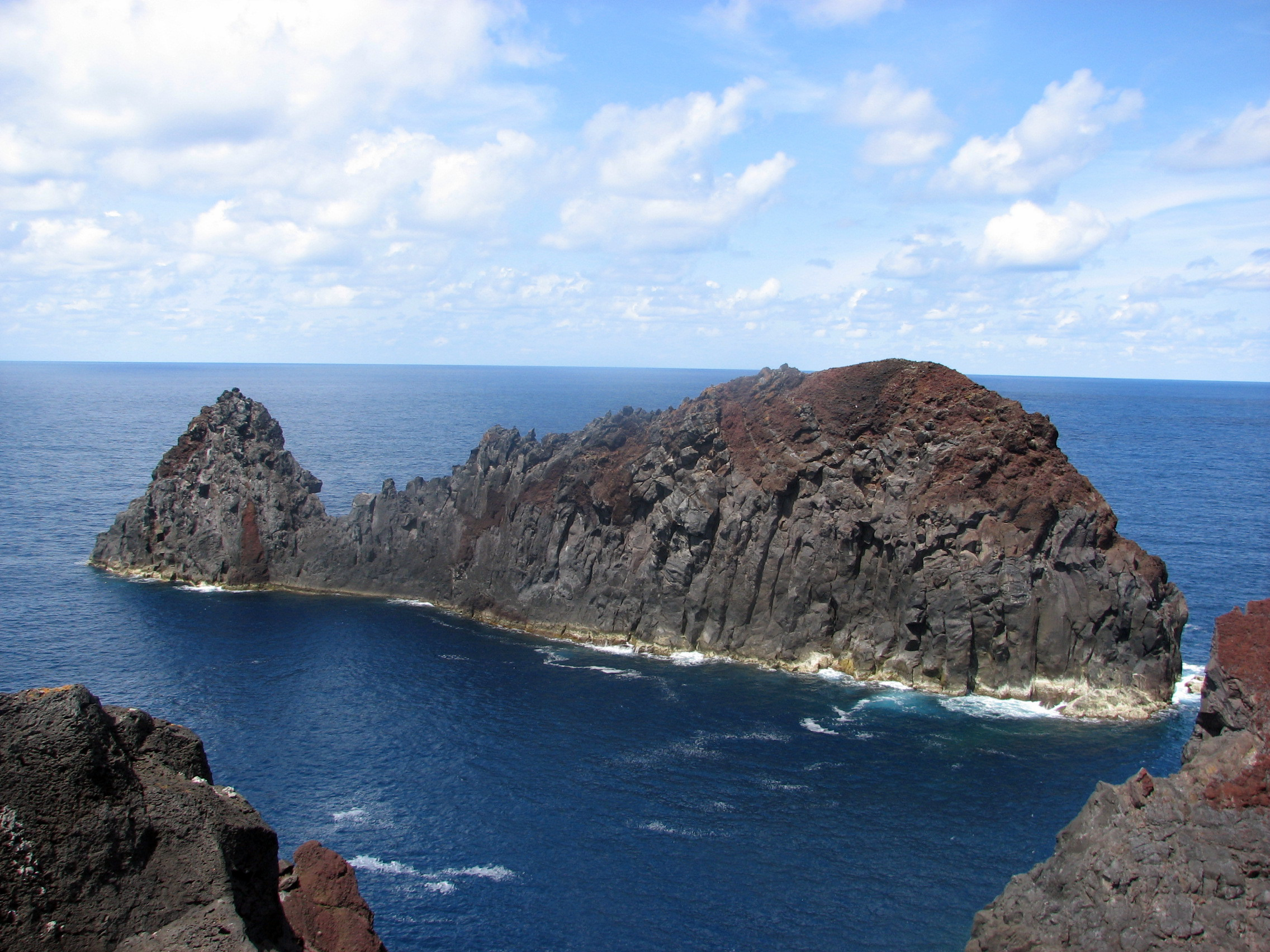
Formação geológica do Ilhéu da Baleia

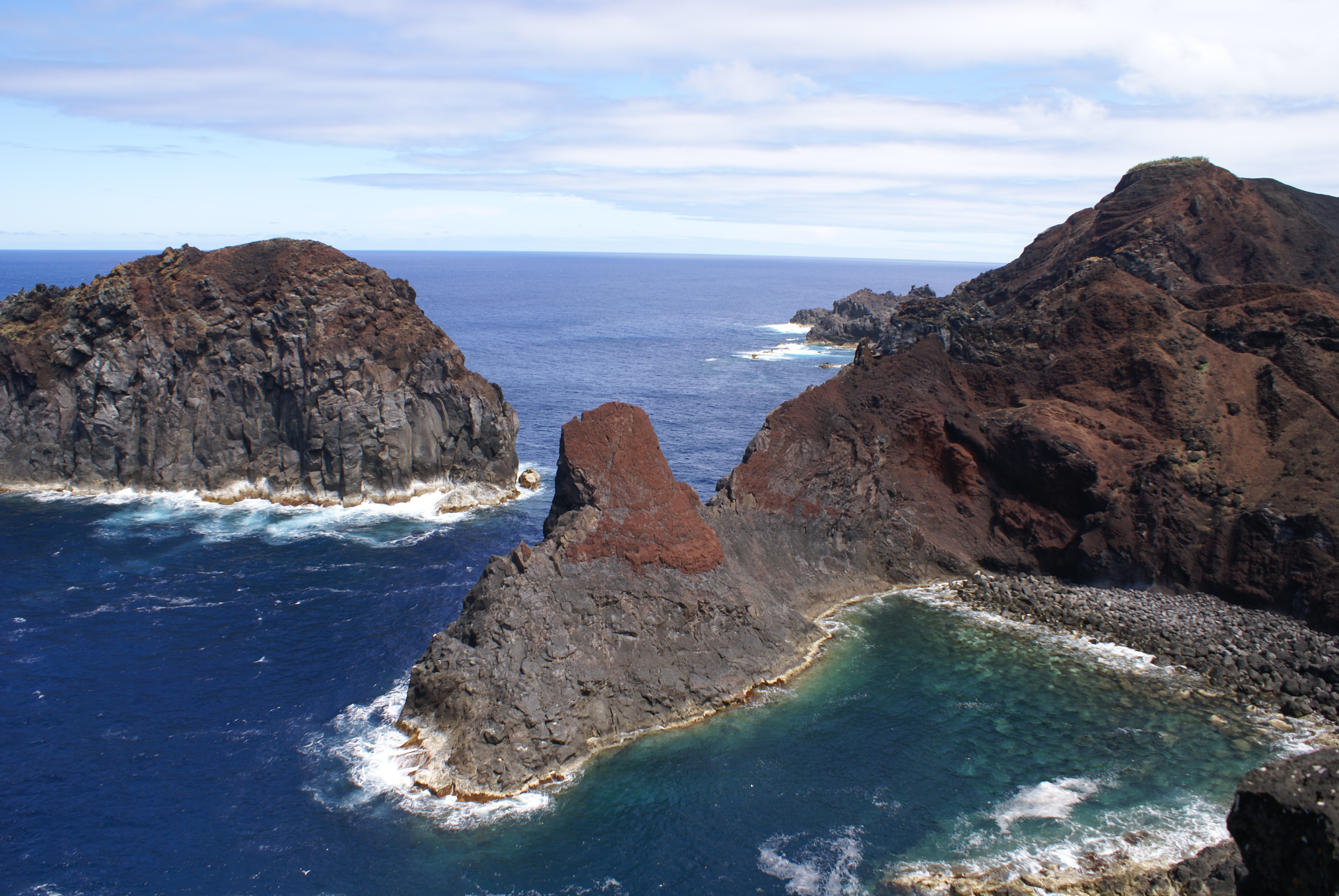
Baía da Ponta da Barca e ilhéu da Baleia, aspecto da costa.

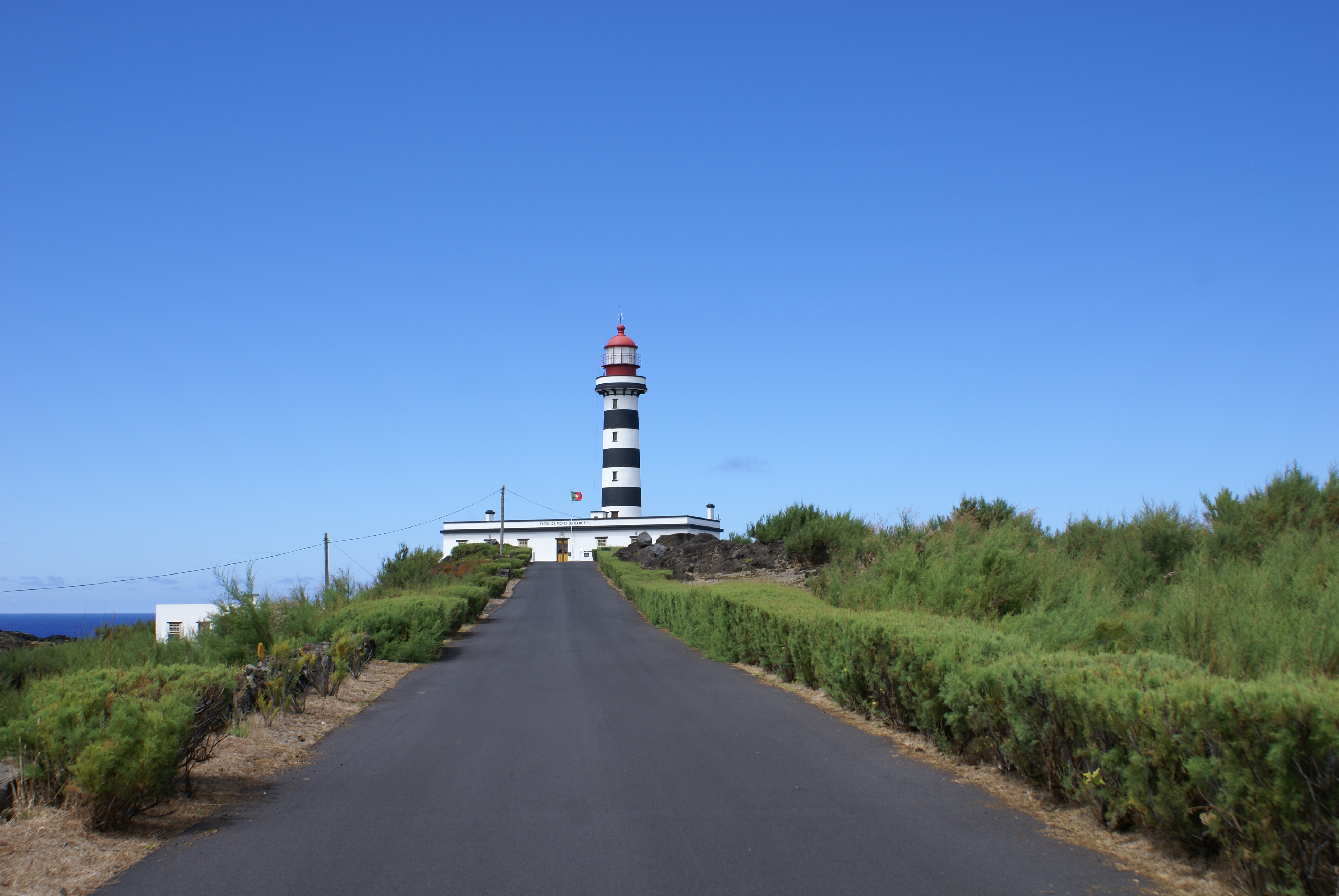
Farol da Ponta da Barca, Baía da Ponta da Barca, outra vista.

A IBA do Ilhéu da Baleia e da Baía da Ponta da Barca, a que corresponde o código PT061 localiza-se na costa noroeste do concelho de Santa Cruz da Graciosa, ilha Graciosa, Açores.
Esta IBA (abreviatura é proveniente da frase internacional em língua inglesa (Important Bird Area), traduzível como Zona Importante de Aves, é na prática uma Zona de Protecção Especial para Aves Selvagens), localiza-se dentro das Coordenadas geográficas: 39º05´ Norte e de 28º03´ Oeste, ocupa uma área de 39 hares a uma batimetria que vai do 0 aos 61 metros de altitude.
A IBA do Ilhéu da Baleia e da Baía da Ponta da Barca apresenta-se predominantemente formada por falésias rochosas de origem basáltica de difícil acesso, onde surgem muitas reentrâncias e zonas argilosas com pequenas cavidades.
A zona de intercessão entre o mar e a terra é predominantemente formada por calhau rolado cuja dimensão é muito variável.
Esta IBA é composta por uma faixa que se estende desde a beira-mar até ao rebordo da falésia, povoada por uma vegetação costeira típica da macaronésia, com vegetação vivaz que se inicia logo acima dos calhaus rolados e ao longo de toda a Baía da Ponta da Barca quase desaparecendo no Ilhéu da Baleia, este formado por rocha basáltica com cavidades nas paredes.
Assim sendo os habitats predominantes são constituídos por falésias rochosas, ilhéus rochosos, áreas com cascalho e calhaus rolados de várias dimensões.
O principal uso do solo neste local é o turismo associado a uma vertente de recreio.
As principais espécies marinhas nidificantes são: cagarro (Calonectris diomedea), Pintainho (Puffinus assimilis'') e Roquinho (Oceanodroma castro).
Os principais predadores terrestres são os introduzidos pela acção do homem, tais como os cães e gatos ferais e os ratos, que limitam a nidificação da maioria das aves marinhas na zona de falésia.
Outro acontecimento que se verifica é a invasão do local por plantas exóticas, onde se destaca a cana Arundo donax, que só por si levou a uma importante perda de habitat de nidificação disponível para os procelariformes.
Igualmente a perturbação causada pela presença frequente do homem em actividades de lazer causa alguma interferência na zona de falésia, bem como a luz do Farol da Ponta da Barca leva à existência de perturbações para as aves marinhas nidificantes.